# Marek Wysocki
Marek Wysocki (ur. 15 maja 1956 w Wołominie, zm. 14 lipca 2017) – polski aktor i kompozytor.

## Życiorys

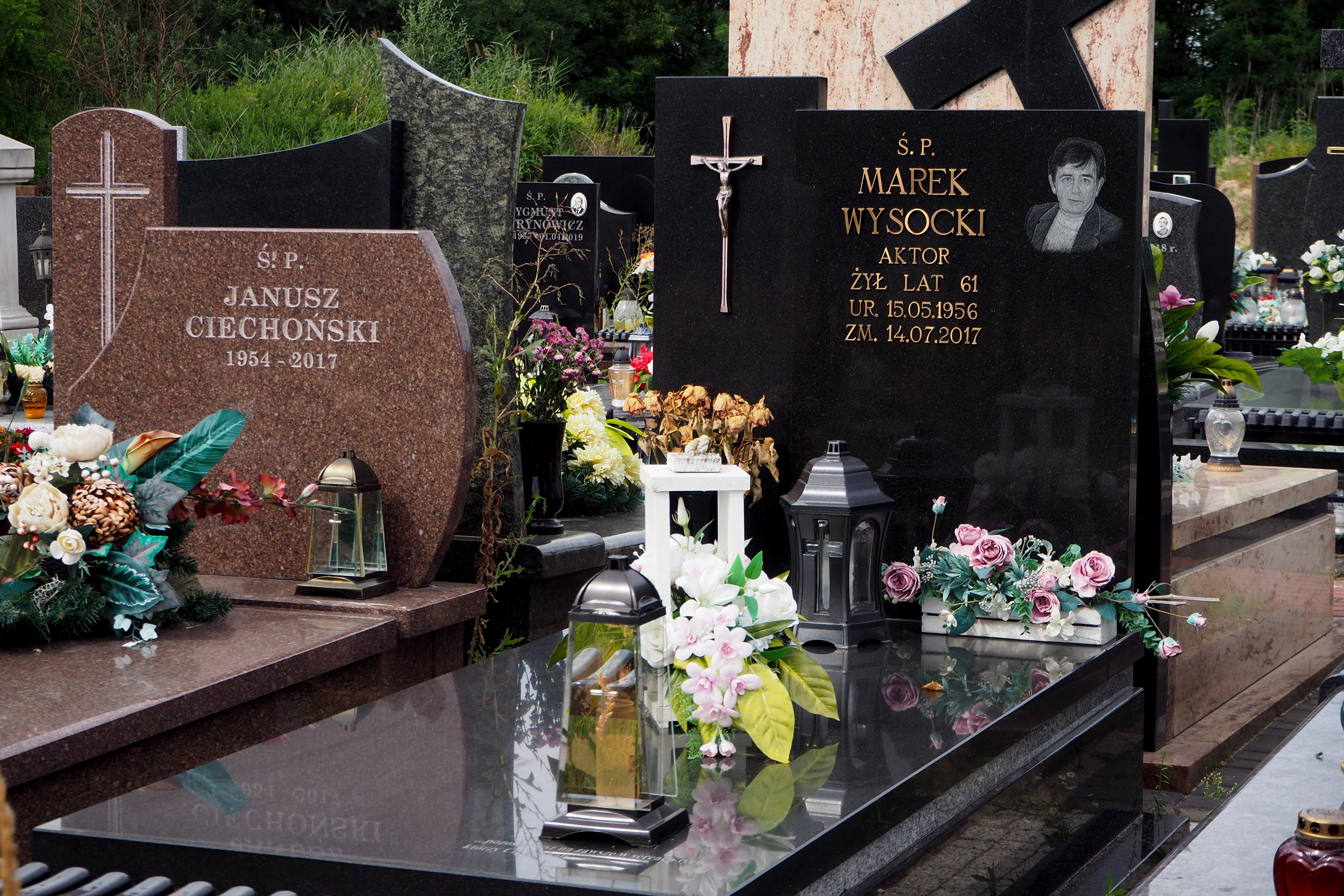
Grób Marka Wysockiego na cmentarzu parafialnym w Zielonce

W 1981 ukończył studia w Państwowej Wyższej Szkole Filmowej, Telewizyjnej i Teatralnej im. Leona Schillera w Łodzi. Następnie został zaangażowany do Teatru Narodowego w Warszawie (1981–1990) i był asystentem Adama Hanuszkiewicza podczas realizacji spektaklu „O poprawie Rzeczypospolitej”. Do jego znaczących ról teatralnych zalicza się Zbyszka w „Moralności pani Dulskiej”, Dymitra w „Braciach Karamazow”, Wadima w „Dzieciach Arbatu”. W latach 80. prowadził Teatr Młodych w Pałacu Młodzieży w Warszawie.
W latach 1990–1997 był aktorem Państwowego Teatru „Syrena” w Warszawie, gdzie m.in. grał rolę Kitajca w inscenizacji „Cafe pod Minogą” w reż. Zbigniewa Korpolewskiego. Był współautorem programu dla dzieci Tik-Tak. W 1985 otrzymał nagrodę filmową im. Zbigniewa Cybulskiego za role w filmach: Haracz szarego dnia oraz Ciosy. Odtwórca roli Pana Samochodzika w ekranizacji powieści Zbigniewa Nienackiego „Pan Samochodzik i praskie tajemnice”.
Był prezesem Polskich Festiwali SA, założycielem i wieloletnim dziekanem Wydziału Aktorskiego w Wyższej Szkole Komunikowania i Mediów Społecznych im. Jerzego Giedroycia w Warszawie, dyrektorem artystycznym Teatru Equus w Zielonce, dyrektorem Instytutu Sztuki Aktorskiej w Mistrzowskiej Szkole Technik Aktorskich Wyższej Szkoły Współpracy Międzynarodowej i Regionalnej. Był reżyserem spektaklu „Mam na imię Psyche”, z wiodącą rolą Anny Marii Grabińskiej – sztukę przygotował w pionierskim gatunku ochrzczonym mianem „recidrama”, łączącym aktorstwo dramatyczne i interakcję z publicznością z recitalem. Artysta został odznaczony przez Ministra Kultury Kazimierza Dejmka odznaką honorową „Zasłużony dla Kultury Polskiej” oraz dwukrotnie uhonorowany Srebrnym Asem Sukcesu przez Kapitułę Akademii Polskiego Sukcesu pod przewodnictwem prof. Henryka Skarżyńskiego. Był twórcą Ogólnopolskiego Festiwalu Piosenki Międzywojennej Orchidea w Wołominie, a także Ogólnopolskiego Festiwalu Piosenki Musicalowej im. G. Gershwina odbywającego się w Ząbkach.
Zmarł 14 lipca 2017. Został pochowany 21 lipca 2017 na cmentarzu parafialnym przy ul. Piłsudskiego w Zielonce.

## Filmografia
- 1980: Ciosy – młody Stefan Przewłocki
- 1983: Haracz szarego dnia – Tolek Gonczar „Tol”
- 1984: Ultimatum – Marek „Spinoza”
- 1988: Penelopy – Mirek Zawada, mąż Beaty
- 1988: Pan Samochodzik i praskie tajemnice – Pan Tomasz „Samochodzik”
- 2002–2010: Samo życie – Henryk Lwowski
- 2007: Ryś – oficer marynarki przedwojennej[2]

## Nagrody
- Nagroda im. Zbyszka Cybulskiego
  - 1985 za role w filmach:
  - Haracz szarego dnia oraz Ciosy